# Псеунов, Мурат Амербиевич
Мурат Амербиевич Псеунов (род. 6 июня 1980) — российский самбист и тренер, бронзовый призёр первенства России среди юниоров 1999 года, серебряный призёр розыгрышей Кубка России 2005—2007 годов, серебряный (2004) и бронзовый (2005) призёр чемпионатов России, чемпион Европы 2004 года, победитель и призёр международных турниров, мастер спорта России международного класса по самбо, мастер спорта России по дзюдо. Заслуженный тренер Адыгеи и Кубани. Наставниками Псеунова в разное время были Сагид Меретуков, Шамсет Меретукова и Рудольф Бабоян. Выступал в весовой категории до 68 кг.
Работает тренером по самбо и дзюдо в краевом «Центре спортивной подготовки» (Армавир). Среди воспитанников Псеунова призёр чемпионатов и Кубков России, мастер спорта международного класса Харун Тлишев, Темирлан Бесланеев, чемпион России среди юниоров Азамат Блахов.
Был одним из членов тренерского штаба, участвовавших в подготовке победителя летних Олимпийских игр 2016 года по дзюдо Беслана Мудранова. За этот вклад в 2016 году ему было присвоено звание «Заслуженный тренер Адыгеи».

## Всероссийские соревнования
- Чемпионат России по самбо 2004 — ;
- Чемпионат России по самбо 2005 — ;
- Кубок России по самбо 2005 — ;
- Кубок России по самбо 2006 — ;
- Кубок России по самбо 2007 — ;